# 榆社中学
榆社中学，也称山西省榆社中学，是山西省榆社县的一所全日制完全中学，现为榆社县唯一的一所高中，也是晋中市16所重点高中之一。
榆社中学的前身1919年建立的山西省立第八中学。1937年，山西省立第八中学停办。1952年，学校重建，定名榆社中学。
2005年，因榆社中学高考成绩下滑至晋中市末位，中共榆社县委公开向全县人民致歉，全校领导被停职。 事件被媒体报道，引发了舆论关注。 之后，县政府推行了10万年薪招聘校长等改革措施，被搜狐列为2005年度“中国十大教育影响力事件”。

## 学校历史

### 前言
山西省榆社中学,位于榆社县城东,襟山带河,历百年风雨。诞生于“五四”运动之时,毁于抗战炮火,重建于新中国成立百废待兴之初。一百年来,物换星移,世事变迁,一代又一代榆中人始终不忘“信勤公毅”校训传统,用智慧与青春铸就榆社百年大计，用汗水和热血浇灌榆杜教育之木,打造出“负重自强,拼搏奉献,勇于改革,敢于胜利”的榆中精神，为国家培养了两万余名初、高中毕业生。
本文按照省立八中初创时的笔路蓝缕、新中国成立时的艰苦重建、“文化大革命”时的风云变幻、改革开放初期的恢复发展、改革创新时期的复兴崛起以及两个百年鲲鹏腾起的轨迹,展示了榆社中学百年发展史,以兹激励榆中人以坚定的文化自信继承前辈光荣传统,在前行的道路上不断创造新的辉煌!
愿槐荫佑护,桃李芬芳,愿榆中“济济多士蝉联出,如日向中天”

### 榆中之根
1919年，山西省公署拨款5000元（银元)，在榆社创办山西省立第八中学校。八中初创之时，山河破碎、国运维艰，可谓荜路蓝缕。然“信勤公毅”校训高悬，师生位卑未敢忘忧国，处穷不坠青云志，严谨治学，勤奋修身。国家危亡之时，大半学子毅然加入抗日救亡的洪流，参加八路军，成为救国救民的中流砥柱。
省立八中先后招生六百五十多人，毕业五百多人（有两个班学生因日寇入侵学业未竟)。首任校长为柴继高，后依次为詹维贞、郭敬唐、卫树模。教师十几位，主要是上党十九县高师毕业的才俊和学识渊博的名流，其中有满腹经纶的国文教师张多祜，有书法造诣极深的国文教师籍禹攸，有钻研技术、成绩斐然的数学教师梁启营，还有通晓乐理、精通乐器的音乐教师董伯勋，更有专业过硬且独力资助多名贫困生完成学业的英语教师李瑞徵。学生多为榆、辽、昔、和、武、沁、襄等县高小毕业生中的翘楚。他们生活俭朴、学习勤奋、思想活跃、追求进步、以天下为己任。在校期间，参加了一系列爱国运动，如“五卅”惨案后呼吁抵制日货，“一·二九”运动时为北平学生声援等。抗战爆发后，八中师生集结
于太行山上，投笔从戎，共赴国难。涌现出坚守信仰、宁死不降的张寿砚，抗击日寇、屡建奇功的曹更修,与左权将军一起牺牲在十字岭上的民族英雄刘浩之,喋血平遥宁固村的平遥抗日财粮科长张定华，以木刻版画为抗敌锐利武器的新华日报社新闻战士赵在青，以及为掩护战友突围而与倭寇同归于尽的祁县组织部部长郭会文,还涌现出抗日县委书记任悟僧、白猷之、郝田役,抗日县长刘秀峰、王东耀、黄明,以及更多的游击队员、八路军战士。在那场伟大的抗日民族救亡运动中,八中学子与家国共存亡，抛头颅,洒热血,前仆后继,赴汤蹈火,用青春与生命铸就了不朽的历史丰碑。
新中国成立后,经战火洗礼后的八中人,多成为共和国的开国栋梁。其中有参加过上甘岭战役的解放军某部军长尹邦宪,有获得首届“韬奋出版奖”的高教出版社党委书记皇甫束玉,有廉洁奉公的广东省委常委杜瑞芝,有秉公执法的山西省高级人民法院院长刘秀峰,有在省文艺界独领风骚的诗人鲁兮……
迅忽流星，灿若中日。弹指一百年，东风拨尘荒。十八岁的省立八中，宛若风华正茂的青年，以其指点江山、精忠报国的无穷魅力引无数后辈学子竞折腰。

### 艰苦重建
1944年3月，太行军区八路军第二次收复榆社城。12月，榆社县人民政府正式成立。1949年10月，新中国成立。在这改天换地的革命过程中，老区人民用生命和生产换取了革命的全面胜利，榆社进入全面建设社会主义时期。在中国共产党的领导下，大力发展生产，迅速重建家园。在发展经济、改善民生的同时，榆社城乡小学校逐步建立健全，1951年全县高小、初小、民办小学发展到193所，人民对优质中学教育的呼声也越来越高，重建有着深厚文化传统的榆社初级中学校被提上日程。
1952年，经山西省人民政府批准，在当年省立八中、山西省榆社初级中学的原址上重建榆社初级中学校，当年学校暂借县城塬上住房开始招生。1954年学校建成。1960年， 学校开始招收高中班，成为全日制完全中学，更名为“山西省榆社中学”。经二十多年的艰苦重建，榆社中学教育教学稳步发展，成为了培养社会主义事业建设者的摇篮。
1952年，县政府任命原省立八中优秀学子周云五担任校长，在县城园上大礼堂院重建榆社初级中学校。当年9月，新建成教室两个，并借用民房六间做学生宿舍，在全县高小毕业生中招收学生90余名，分两个班教学。
1954年，学校从园上大礼堂迁回原省立八中旧址。当时，校舍建设还不完善，师生日常生活除上课外，很多时间都在从事建校劳动:上山砍木料、运梁椽，回校垫低洼、打土坯、搬砖头，修院墙、建操场。
1955年，恢复建校后的第一届学生，初中一、二班共计73名同学顺利毕业。毕业后，他们大多立即投身于社会建设中，成为各行各业的翘楚。
1958年，为落实“教育必须为无产阶级政治服务”的教育方针，县委派乔明文等八名工农出身的党员干部进驻学校，称为“红旗干部”，乔明文成为榆社中学首任党支部书记。为落实“教育必须同生产劳动相结合”的教育方针，师生肩扛红旗、背负行李，徒步奔赴武乡，到柳沟铁矿刨钢铁20天，到关河水库劳动70天。后又回榆社修海金山水库40天。
1960年，为办完全中学,学校发出“自己动手，共建校室”的号召，呼吁全校师生利用假期、周末义务劳动，加入建设校舍的行列。秋季开学前，在学校南端、校门西侧建成了一幢砖木结构二层小楼。该楼成为当时榆社中学的标志性建筑。
1962年，响应党中央号召，开展“学毛著”活动。全校建立49个学习小组，各组创办读书台，开展买一本读百本活动。
1963年，深入开展“谈雷锋，学雷锋、比雷锋”活动。1965 年3月，省人民广播电台以《雷锋式的好学生》一文报道 了榆社中学初31班团支部“学雷锋、做好事”的事迹。

### 风云变幻
随着「文化大革命」的展开，高考推迟，学校停课。在这一时期，学校师生受到冲击，支部书记乔富奎、校长周云五被停职，部分教师进学习班学习，部分教师到乡下从教......
学校派遣“赴京代表”到北京参观清华、北大、天安门广场等，并接受伟大领袖毛主席等党和国家领导人的检阅。

#### 校办农场＆工厂
为了落实“教育必须与生产劳动相结合”的教育方针，1970 年，学校决定把瓦则沿农场设为学农基地。为满足师生学习、劳动、生活的需要，在瓦则沿新建伙房、场房、教室、宿舍40余间。1977年，瓦则沿成为“五七大学”农机班实训基地。
农场劳动让师生接受了劳动锻炼，掌握了基本的农业生产技能。生产出的粮食、蔬菜，不仅改善了师生伙食，而且在一定程度上缓解了学校的困难。
农场劳动教育一直延续到八十年代。其间，学校以班为单位于春秋农忙时节轮流“上山”，参加为期两周的农业生产劳动，培养了学生吃苦耐劳的品质。
1970年，学校在开办农场的基础上，在在京工作老干部的大力支持下，确定开办校办工厂。从初41-43班选调部分优秀学生，分两批进京到中科院109厂学习集成电路等生产技术，学成后回校建厂。后县领导根据办厂规模和条件，决定将校办工厂改建为榆社县无线电元件厂。我校校办工厂实为县元件厂的前身。

#### “毛泽东思想”宣传队
1970年，在学校党支部领导下，成立了毛泽东思想宣传队。主要负责人是甄秉元和胡明老师，宣传队队长是初44班学生张宪平，主要演员有石建花、周燕榛、裴书中、马建生、张亚平等。起初伴奏仅有甄秉元老师的手风琴，后伴奏器乐添加了板胡、二胡、笛子、提琴等。表演形式有歌伴舞、三句半、锣鼓词、表演唱、歌剧、样板戏等。节目多自编自导，代表节目有表演唱《抽水机》《茴子白造反》《我们是生产队里女羊工》《铁肩挑来金银山》(1973 年参加晋中地区文艺会演)《四大嫂奋战大寨田》、歌剧《老俩口参观榆社城》《四老汉赶集》。其中，歌剧《一块银元》曾演出200余场。宣传队除参加正月十五元宵节文艺汇演外，还在大礼堂参加“七一”文艺汇演、“八一 ”建军节慰问演出，还到河峪乡牛村、周村等地慰问贫下中农。

#### 学制、教材及招生变化
1966 年文化大革命开始后，教育教学围绕学习“朝农经验”，实行开门办学，学制缩短，课程缩简，教学工作陷入瘫瘓，学校停止招生。
1969 年10月，根据毛主席“学制要缩短、教育要革命”的指示，初中学制改为一年制、二年制，招初中41-43班。1970年10月，招初中44-49班。
1971年3月，开始春季招生，招二年制初中50-52班，招二年制高中7-8班，招生转入正规，教学秩序基本恢复。
1972年，改革招生制度，实行“个人报名，群众推荐，领导批准，学校复审”的招生办法，工农兵上大学受优待。初高中招生采取“考试与推荐相结合”的方式。

#### “五七”大学
1977年5月，榆社县“五七"大学在常银农场开办，7月迁址榆社中学，榆社中学更名为“榆社五七大学”，校长为岂云震。当年招生200名，招生对象主要是高中毕业生，也有少量初中生。分医卫、农科、农机、水利农电班。课程以专业课为主，兼学语文、数学、政治、体育等。专业课教师22名，从医院、农业局、水利局聘用;文化课由榆社中学教师任教。1979年，榆社五七大学停办。

### 恢复发展
国家恢复高考制度后，学校教育教学秩序得到恢复，“文革”中下放到乡下的教师陆续返校，恢复高考后考.上师范院校的学生也陆续返回母校任教，教师队伍得到补充，师资结构不断优化，学校重新焕发出了应有的活力。
学校积极组织教师开展教学研究、经验交流，引导教师解放思想、大胆进行教改试验，探索更科学的教育教学模式。提出“以教研促进教师成长，以教研提升教学质量”的口号。1986年，推广说话教学法、阅读教学法、思路教学法。1989年，开展青年教师过“两关”(教材教法关、 教学基础关)、创“双优”(优质课堂、 优秀成绩)为主的教学研究活动。学校教研氛围浓厚，教学质量不断提升。历史教师乔本生的“速成法”，即自学为主、全面讲解、重点复习，三年课程(初中中国史四册、高中世界史二册)一年完成，教学效果显著。
语文教师霍士科教学有方，成绩优秀，多次受到上级表彰。1984年出席山西省立功授奖表彰会，荣立三等功，1986年获晋中地区优秀共产党员、山西省优秀教师称号，1989年获“全国优秀教师”称号。
1989年8月，学校正式启动教师职称评审工作，当年岂云震、霍士科被评为中学高级教师，张荷莲、赵莹、程鹤升、李眉文、王金信、裴军维、任映富、陈玉金、白效通被评为中学一级教师。

### 乘势而上
乘着中国教育改革的东风，榆社中学积极探索教育教学改革，深化校长负责制，开启了发展新纪元。
90年代初，学校提出了“把榆社中学办成校容美、校风正、质量高的社会主义新型学校”的办学目标，围绕干部队伍建设、骨干教师队伍建设、规章制度建设和办学条件改善四个重点，先后出台了一系列改革方案，科学治校、严谨治教、勤奋治学，学校办学水平不断提高。2001年，学校制定了《榆社中学“十五”发展规划》，提出新的办学理念、办学策略，制定整体改革方案，规划发展方向，为学校可持续发展奠定了坚实的基础。这一时期，学校先后兴建了实验楼、多功能厅、教学楼、职工之家、学生宿舍楼，装备了理化实验室，新建了学生电脑室、语音室，还为教职工集资新建了两栋家属宿舍楼。学校办学条件明显改善，办学规模不断扩大，由六轨增至八轨，八轨增至十二轨，学生人数翻了一番，教师队伍也不断壮大，到2004年， 有专任教师140余名，在校学生2000余名。

### 复兴崛起

#### 公开招聘校长
2005年，榆社县在中小学幼儿园中进行教育大整改。榆社中学公开高薪招聘校长，7月24日经演讲、答辩，昔阳中学副校长张斌文脱颖而出，被聘为校长，并组建了新一届领导班子。

#### 军事化跑操
2007、2008年， 学校两次组织全体领导、班主任到衡水中学参观学习。之后，对学生跑操进行高强度训练，形成了近似“胸贴背”式的跑步，培养了学生的合作意识与团队精神。跑操前，“疯狂英语” 的朗读声，诗词文赋的吟诵声;跑操时，铿锵有力的誓词声，节奏分明的脚步声，整齐划一的队形，令人震撼，催人奋进。经过几年的发展，军事化跑操被打造成了学校亮丽的风景线，兄弟学校多次慕名来校参观。

#### “三四式”课堂改革
2009年，在新课改的背景下，学校组织全体教师分四批到新绛中学考察学习，结合学校一贯实施的“问题导学法”‘“题组教学法”和“专题式评析法”，确立了以问题为中心、重在培养学生“自主、合作、探究”学习能力的“三四式”学案课堂导学模式，制定课堂实施方案， “三四式”课堂改革全面落地，有效促进了教育教学 质量的提升。

#### 聚焦卓越 二次创业
2019年8月，学校领导班子进行了调整。新一届领导班子在县委政府的正确领导和市县教育主管部门的精心指导下，继续秉承“信勤公毅”校训传统，不忘立德树人初心牢记为党育人为国育才使命，制定了“二次创业，从优秀走向卓越”的发展目标，励精图治， 拼搏奋进。尤其是在2020年新冠疫情期间，学校实行封闭式管理，领导、班主任、任课教师以校为家、同心同德、躬耕一线，用心血和汗水再次向县委、政府及全县人民交出了一份满意的答卷: 2020年高考大放异彩，二本B类以上达线658人，比上年增加41人; 一本达线158人，比上年增加28人。理科重点班达线率均在93%以上，文科重点班达线率均在83%以上。理科385班49人全部达二本B类线，一本达线43人， 班均分为581.55分，韩一松同学以697分的成绩，勇夺晋中市理科状元、山西省并列第五名，被清华大学计算机类专业录取，实现了百年榆中“清华梦”零的突破，为新时代榆社教育发展添上了浓墨重彩的一笔。
聚焦卓越谋发展，二次创业启征程。2020年9月， 学校继续创新管理体制，引进竞争机制，年级分部管理，学科主任实行聘任制，学校进入了改革创新发展的新阶段。

#### 展望未来
多年来，有着光荣传统的榆社中学，在市、县党委政府及教育主管部门的正确领导和大力支持下，秉承“信、勤、公、毅”的校训精神，以“建设学习型、开放式、现代化、高品质的幸福学校”为发展愿景，坚守教书育人初心，牢记立德树人使命，不断解放思想，在尊重中唤醒生命，不断提升教育教学品质，赢得了社会各界的广泛赞誉。
“教育者，非为已往，非为现在，而专为将来。”一所优秀的学校不仅是传播知识的热土，也是培养名师的摇篮，更是师生幸福成长的沃土。让每一个孩子都对自己有信心、对未来有希望，让每一位教师更有职业幸福感，办好人民更满意的教育，这是习近平总书记对教育的期待，也更是新时代榆中人的使命与责任。
新时代，新征程。在这奋进的新时代，我们将以二次创业为契机，激流勇进，以奋发昂扬的姿态，笃行智慧幸福教育，努力将学校建成书香浓郁的学园、身心愉悦的花园、学有所得的乐园、精神栖息的家园，带领学校从优秀走向卓越，书写好新时代榆社教育新篇章。

### 后记
建设一所学习型、开放式、现代化、高品质的幸福学校，是榆社中学几代人的梦想，秉承前辈先贤遗志，坚守为学生的发展奠基的教育理想，不忘初心，不负韶华;坚持以改革创新求发展的教育理念，牢记使命，永铸芳华。历百年风雨，积淀厚重传统，榆中人立德树人，爱国当先;以人为本，胸怀天下;坚持改革，不断创新，传递百年薪火。榆社中学必将在曲折中奋进，在奋进中崛起，在崛起中走向辉煌。无论是过去还是现在，无论是今天还是未来，无论风云如何变幻，榆中人必以国为重，以天下为己任，勇立潮头，敢为人先，继往开来，矢志卓越，与祖国同呼吸共荣辱，与梦想和未来齐飞翔!
国逢盛世，校沐槐香。长风破浪会有时，直挂云帆济沧海。借- -方展室，缅怀先贤，激励后生，创三晋品牌，育中华才俊。扬我传统开新局，克难奋进续华章。愿我榆中厚德载物，泽被后世。愿我榆中才人辈出，桃李天下。